# Station Podlasek
Station Podlasek is een spoorwegstation in de Poolse plaats Podlasek.